# Platydesmus mediterraneus
Platydesmus mediterraneus är en mångfotingart som beskrevs av Daday. Platydesmus mediterraneus ingår i släktet Platydesmus och familjen Platydesmidae. Inga underarter finns listade i Catalogue of Life.